# Frikandel

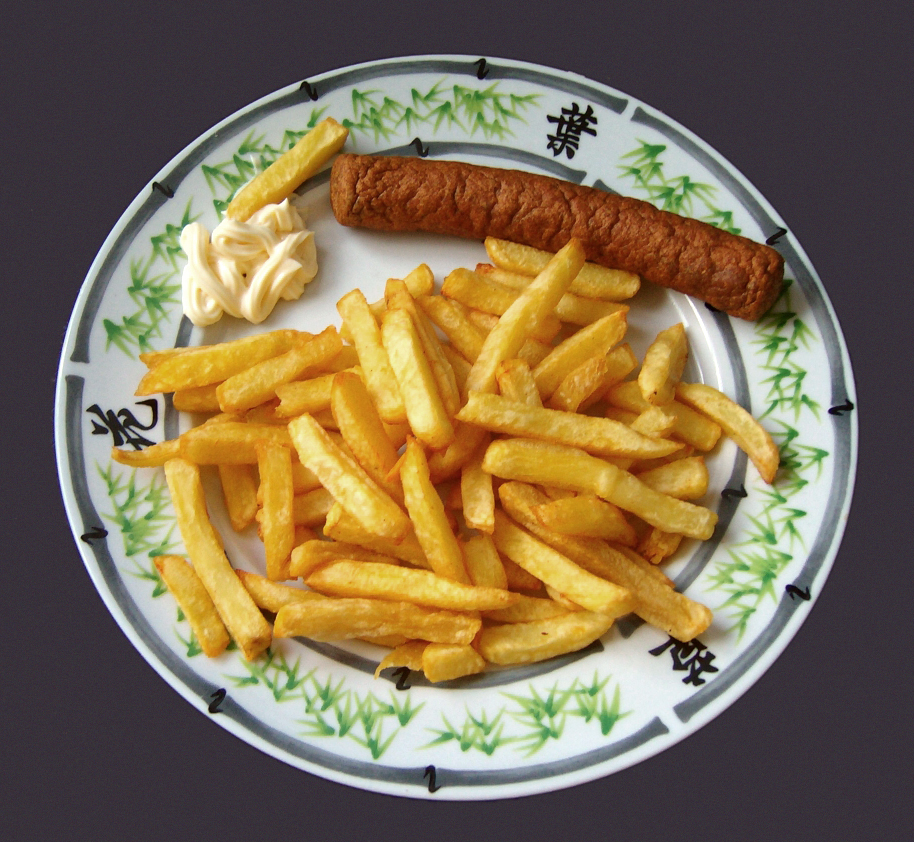
Frikandel z frytkami.

Frikandel – to rodzaj holenderskiego i belgijskiego fastfoodu. Jest to mielone mięso w kształcie kiełbasy, które smażone jest w frytkownicy. Zwykle podaje się je z frytkami, majonezem czy ketchupem. Belgowie wkładają je również do bułek Mitraillette.